# Jamaïque aux Jeux olympiques d'hiver de 2022
La Jamaïque participe aux Jeux olympiques d'hiver de 2022 à Pékin en Chine du 4 au 20 février 2022. Il s'agit de sa neuvième participation à des Jeux d'hiver.

## Athlètes engagés
| Sport     | Hommes | Femmes | Total |
| --------- | ------ | ------ | ----- |
| Bobsleigh | 4      | 1      | 5     |
| Ski alpin | 1      | 0      | 1     |
| Total     | 5      | 1      | 6     |

## Résultats

### Bobsleigh
La Jamaïque est reconnu pour engager des équipes dans cette discipline depuis ses premiers jeux en 1988. Au terme de la saison 2021-2022 en coupe du monde, le comité est autorisé à aligner trois équipage en monobob féminin, bob à deux masculin et bob à quatre.
Le comité national a également saisi le Tribunal arbitral du sport pour pouvoir engager également un équipage en bob à deux féminin en contestant la qualification de l’équipe française Margot Boch et Carla Sénéchal.
| Athlètes * : pilote                                          | Épreuve      | Course 1     | Course 1 | Course 2     | Course 2 | Course 3     | Course 3 | Course 4 | Course 4 | Total        | Total |
| Athlètes * : pilote                                          | Épreuve      | Temps        | Rang     | Temps        | Rang     | Temps        | Rang     | Temps    | Rang     | Temps        | Rang  |
| ------------------------------------------------------------ | ------------ | ------------ | -------- | ------------ | -------- | ------------ | -------- | -------- | -------- | ------------ | ----- |
| Shanwayne Stephens* Nimroy Turgott                           | Bob à deux   | 1 min 1 s 23 | 30e      | 1 min 1 s 35 | 28e      | 1 min 1 s 54 | 30e      | Éliminés | Éliminés | 3 min 4 s 12 | 30e   |
| Shanwayne Stephens* Ashley Watson Rolando Reid Matthew Wekpe | Bob à quatre | 1 min 0 s 80 | 28e      | 1 min 1 s 39 | 28e      | 1 min 1 s 23 | 28e      | Éliminés | Éliminés | 3 min 3 s 42 | 28e   |

| Athlètes * : pilote        | Épreuve | Course 1     | Course 1 | Course 2     | Course 2 | Course 3     | Course 3 | Course 4     | Course 4 | Total         | Total |
| Athlètes * : pilote        | Épreuve | Temps        | Rang     | Temps        | Rang     | Temps        | Rang     | Temps        | Rang     | Temps         | Rang  |
| -------------------------- | ------- | ------------ | -------- | ------------ | -------- | ------------ | -------- | ------------ | -------- | ------------- | ----- |
| Jazmine Fenlator-Victorian | Monobob | 1 min 6 s 63 | 19e      | 1 min 7 s 38 | 19e      | 1 min 6 s 92 | 19e      | 1 min 7 s 63 | 20e      | 4 min 28 s 56 | 19e   |

### Ski alpin
Le comité parvient pour la première fois à décrocher un quota masculin au terme de la saison 2021-2022. Benjamin Alexander découvre à ses premiers jeux à 38 ans, lui qui est plutôt reconnu pour être disc jockey au festival Burning Man ou à Ibiza et qui n'avait jamais skié avant 2015. Il parvient à participer à quelques courses mineures pour engranger des points de classement FIS mais pointe modestement à 3987e place en slalom géant.
| Athlète            | Épreuve      | 1re manche    | 1re manche | 2e manche     | 2e manche | Total         | Total |
| Athlète            | Épreuve      | Temps         | Rang       | Temps         | Rang      | Temps         | Rang  |
| ------------------ | ------------ | ------------- | ---------- | ------------- | --------- | ------------- | ----- |
| Benjamin Alexander | Slalom géant | 1 min 37 s 94 | 54e        | 1 min 40 s 58 | 46e       | 3 min 18 s 52 | 46e   |